# Авария, дъщерята на ченгето
„Авария, дъщерята на ченгето“ (на руски: Авария – дочь мента) е съветски игрален филм (драма) от 1989 година на режисьора Михаил Туманишвили и по сценарий на Юрий Коротков. Оператор е Борис Бондаренко. Музиката е композирана от Виктор Бабушкин. Филмът излиза на екран на 1 ноември 1990 г. в СССР.

## Сюжет
Внимание:  Текстът по-долу разкрива сюжета на произведението (или части от него)!
Авария (Валерия) е ученичка, а баща ѝ Алексей Николаев е старши лейтенант от полицията, който от една страна трябва да залавя хора като нея, „неформали“, а от друга, да освободи дъщеря си от полицейското управление, където е тя е вкарана за нередно поведение заедно с други представители на младежката субкултура. Конфликтът между баща и дъщеря е предопределен от промяната на епохите, когато дори учителите в училище не могат да отговорят на учениците защо са казали едно нещо вчера, а днес друго.

## В ролите
- Оксана Арбузова като Валерия (Авария)[2][3]
- Владимир Илин като Алексей Николаев
- Анастасия Вознесенская като Въра Николаева
- Николай Пастухов като Иван, бащата на Вера, дядо на Валерия
- Борис Романов като Андрей Олегович
- Олег Царев като Деловой
- Игор Нефедов като Лисий
- Сергей Воробьов като Боб
- Юрий Шумило като Алик
- Любов Соколова като Юлия Николаевна